# The Song Ramones the Same
The Song Ramones the Same är ett tributalbum där olika artister tolkar låtar av The Ramones. Skivan utgavs 2002 på White Jazz Records.

## Låtlista
1. Sahara Hotnights - "Rockaway Beach"
2. Cool Millions - "The KKK Took My Baby Away"
3. Sort Sol - "Blitzkrieg Bop"
4. The Nomads - "I Remember You" (feat. Kissettes)
5. D-A-D - "Havana Affair"
6. The Hellacopters - "What'D Ya Do?"
7. Per Gessle - "I Wanna Be Your Boyfriend"
8. Satirnine - "Mama's Boy"
9. The Dictators - "I Just Wanna Have Something to Do"
10. Sator - "Mental Hell"
11. Whale - "Now I Wanna Have Something to Do"
12. Wolf - "I'm Not Afraid of Life"
13. Wayne Kramer - "Bonzo Goes to Bitburg"
14. Toilet Boys - "Carbona Not Glue"
15. Maryslim - "I Believe in Miracles"
16. Wilmer X - "I Can't Make It on Time"
17. Danko Jones - "The Return of Jackie and Judy"
18. Backyard Babies - "Pet Sematary"
19. Jesse Malin - "Questioningly"

## Listplaceringar
| Lista (2002) | Topplacering |
| ------------ | ------------ |
| Sverige      | 15           |

### Fotnoter
1. ↑  ”The Song Ramones the Same”. Discogs.com. http://www.discogs.com/Various-The-Song-Ramones-The-Same/release/2854802. Läst 12 maj 2012.
2. ↑  Placeringar på den svenska albumlistan